# Cesare Pavese
Cesare Pavese (Santo Stefano Belbo, Cuneo, Itàlia, 9 de setembre de 1908 - Torí, 27 d'agost de 1950) fou un poeta i novel·lista italià.
Durant tota la vida, tractà de vèncer la soledat interior, que veia com una condemna i una vocació. Va estudiar lletres clàssiques i filologia anglesa a la Universitat de Torí on es feu amic, entre d'altres, de Leone Ginzburg, Norberto Bobbio, Massimo Mila i Giulio Einaudi.
Després de llicenciar-se amb un treball sobre Walt Whitman, es dedica a traduir nombrosos escriptors nord-americans i anglosaxons, com Sinclair Lewis, Herman Melville, Sherwood Anderson, John Dos Passos, Gertrude Stein, John Steinbeck, Ernest Hemingway, James Joyce, Charles Dickens i Daniel Defoe, així com a escriure poesia, contes i crítica literària.
Ben aviat de la fundació de l'editorial Einaudi en fou col·laborador. Poc temps després, amb altres companys de redacció, és acusat d'antifeixisme i condemnat de primer a pena de presó a Torí i Roma; tot seguit és desterrat a confinament al poble calabrès de Brancaleone.
Tornat a la feina editorial a Einaudi, durant els anys de la Segona Guerra Mundial n'esdevingué el director editorial de fet, sota dures condicions de resistència a l'ocupació.
Es va suïcidar als quaranta-un anys, en una cambra de l'Hotel Roma de Torí, a la plaça de Carlo Felice, ben a prop de l'estació de Porta Nuova.

## Obra traduïda al català
- El diable als turons (Il diavolo sulle colline). Trad. i pròleg d'Edmon Vallès. Barcelona: Proa, 1964 («Biblioteca A tot vent», 116).
- La lluna i les fogueres (La luna e i falò). Trad. de Maria Aurèlia Capmany. Barcelona: Edicions 62, 1965 («El balancí», 12).
- El bell estiu (La bella estate). Trad. de Bonaventura Vallespinosa. Pròleg de Baltasar Porcel. Barcelona: Proa, 1967 («Biblioteca A tot vent», 131).
- El company (Il compagno). Trad. de Francesc Parcesisas. Barcelona: Edicions 62, 1967 («El balancí», 37).
- La teva terra (Paesi tuoi). Trad. de Francesc Parcerisas. Barcelona: Edicions 62, 1968 («El balancí», 44).
- L'ofici de viure (Il mestiere di vivere). Trad. de Bonaventura Vallespinosa. Barcelona: Anagrama, 1969 («Textos», 1).
- Treballar cansa (Lavorare stanca). Trad. de Josep Maria Muñoz i Pujol. Introducció de Giuseppe Tavani. Barcelona: Curial, 1978 («Clàssics Curial», 12).
- Entre dones soles (Tra donne sole). Trad. i pròleg de Francesc Vallverdú. Barcelona: Proa, 1980 («Biblioteca A tot vent», 193).
- Fira d'agost i altres contes (Feria d'agosto et al.). Trad. de Francesc Miravitlles. Barcelona: Edicions 62, 1988 («MOLU. Segle XX», 28).
- La platja (La spiaggia). Trad. d'Antoni Vicens. Barcelona: Columna, 1990 («Columna», 77).
- Vindrà la mort i tindrà els teus ulls (Verrà la morte e avrà i tuoi occhi). Text bilingüe en italià i català. Trad. de Joan Tarrida. Pròleg d'Antoni Marí. Barcelona: Edicions 62, 1991 («Els llibres de l'escorpí. Poesia universal del segle XX», 5).